# بيرس مورغان
بيرس مورغان ( بالإنجليزية : Piers Morgan ) ، ( ولد 30 مارس 1965 ) ، وهو مذيع صحفي يقدم برامج حوارية على التلفاز، كان صاحب برنامج حواري على شبكة سي إن إن ، وشغل رئيس تحرير عدة صحف في المملكة المتحدة والولايات المتحدة . في 10 من مارس قدم بيرس مورغان استقالته من تقديم البرنامج الصباحي "Good Morning Britain" عقب خلاف نشأ بعد تعليقات أبداها على تصريحات ميغان ماركل زوجة الأمير هاري.

## النشأة
ولد بيرس في جيلفورد ، سري ، إنجلترا وهو طبيب أسنان

## العمل
صاحب برنامج حواري على شبكة سي إن إن ، مذيع تلفزيوني
وهو رئيس تحرير سابق لصحيفة دايلي ميرور البريطانية.

## مطالب بطرده من الولايات المتحدة
وقّع نحو 70 ألف أميركي على عريضة تطالب بطرد الإعلامي البريطاني وصاحب البرنامج الحواري بيرس مورغان من الولايات المتحدة في أعقاب تصريحات له مؤيدة لفرض رقابة وضوابط على حمل السلاح في الولايات المتحدة بعد حادثة إطلاق نار مدرسة ساندي هوك الابتدائية التي راح ضحيتها 20 طفلاً في إحدى المدارس.
وكتب على حسابه الشخصي في موقع تويتر: «عيد ميلاد سعيد! حتى لأولئك الذين يريدون طردي».

## روابط خارجية
- بيرس مورغان على موقع IMDb (الإنجليزية)
- بيرس مورغان على موقع الموسوعة البريطانية (الإنجليزية)
- بيرس مورغان على موقع ميوزك برينز (الإنجليزية)
- بيرس مورغان على موقع تيرنر كلاسيك موفيز (الإنجليزية)
- بيرس مورغان على موقع إن إن دي بي (الإنجليزية)
- بيرس مورغان على موقع ديسكوغز (الإنجليزية)
- بيرس مورغان على موقع قاعدة بيانات الفيلم (الإنجليزية)